# Communauté de communes du Gursonnais
La communauté de communes du Gursonnais est une ancienne communauté de communes française, située dans le département de la Dordogne, en région Aquitaine.
Elle faisait partie du Pays du Grand Bergeracois.

## Histoire
La communauté de communes du Gursonnais a été créée le 20 décembre 2001 pour une prise d'effet au 1er janvier 2002.
Le 1er janvier 2013, elle est dissoute et l'ensemble de ses communes sont intégrées à la communauté de communes Montaigne Montravel et Gurson, nouvellement créée.

## Composition
Elle regroupait huit des neuf communes du canton de Villefranche-de-Lonchat (seule Moulin-Neuf en était absente) :
1. Carsac-de-Gurson
2. Minzac
3. Montpeyroux
4. Saint-Géraud-de-Corps
5. Saint-Martin-de-Gurson
6. Saint-Méard-de-Gurçon
7. Saint-Rémy
8. Villefranche-de-Lonchat

## Administration
| Période      | Période       | Identité      | Étiquette | Qualité                                                       |
| ------------ | ------------- | ------------- | --------- | ------------------------------------------------------------- |
| janvier 2002 | décembre 2012 | Thierry Boidé | UMP       | Maire de Saint-Géraud-de-Corps Conseiller général depuis 2004 |

## Compétences
- Assainissement collectif
- Collecte des déchets
- Constitution de réserves foncières
- Développement économique
- Voirie
- Zones d'activités industrielle, commerciale, tertiaire, artisanale ou touristique
- Zones d'aménagement concerté (ZAC)
- Cartes communales
- Assainissement non collectif

### Sources
- Le SPLAF (Site sur la Population et les Limites Administratives de la France)
- La base ASPIC de la Dordogne - (Accès des Services Publics aux Informations sur les Collectivités)